# ジェダイアス・カプーショ・ネヴェス
ジェダ（Jeda）ことジェダイアス・カプーショ・ネヴェス（Jedaias Capucho Neves, 1979年4月15日 - ）は、ブラジル・サンタレン出身の元サッカー選手。現役時代のポジションはフォワード。
176cmと比較的小柄ながらもヘディングによる得点が多い選手である。

## 経歴
1999年にウニオン・サンジョアンECでプロデビュー。翌年にヴィチェンツァ・カルチョへ移籍すると、12月23日のレッジーナ・カルチョ戦でセリエAデビューを果たして以降はイタリアのプロヴィンチャのクラブを主戦場にプレーしている。
2016年6月25日、セリエDの1913セレーニョ・カルチョと1年契約を交わしたことが発表された。翌年7月20日には、エッチェッレンツァ（イタリア5部）のSSDヴィメルカテーゼ・オレーノへ加入した。

## タイトル
パレルモ
- セリエB : 2003-04